# Esperanto-movado
Az Esperanto-movado /kiejt: eszperanto movado/ (=eszperantó /nyelvi/ mozgalom): egy társadalmi mozgalom (tagjai az eszperantisták), amelynek célja az eszperantó elterjesztése az egész világon. Az alapcél a "végső győzelem", vagyis az az állapot, hogy az emberek többsége (a műveltek, az írástudók) második nyelvként beszéljenek eszperantóul, hogy megértsék egymást. Mivel az eszperantó (nyelvi) közösség (EnyK) nem számíthat nemzedékek támogatására, az eszperantó mozgalom kísérletként jelenik meg e közösség stabilizálására azáltal, hogy a nyelvet népszerűsíti és annak tanulására ösztönzi az embereket.
Az EnyK különböző okok miatt próbálja meg terjeszteni a nyelvet: Vannak, akik azért teszik, mert a nemzetközi megértést vagy a világbékét akarják támogatni, mások egyszerűen csak kommunikálni akarnak az emberekkel a világ minden táján, míg mások a munkásosztály küzdelmét szervezik globális szinten, és vannak, akik csak egyszerűen nyelvi egyenlőséget szeretnének.

## Mozgalom és közösség
Az eszperantó egyesületekben hagyományosan, a 20. század hetvenes-nyolcvanas éveiig, az „eszperantó mozgalom” elnevezés mindenre utalt, ami az eszperantóval kapcsolatos. Szociológusok mutattak rá arra, hogy a jelenlegi eszperantó jelenség már nem a szokásos értelemben vett "mozgalom"; már nincs olyan jelentősége, mint például a békemozgalomban vagy a feminista mozgalomban, ahol a cél előmozdítása a résztvevő emberek fő tevékenysége. 
Az „eszperantó mozgalom” eredeti célja, az eszperantó elterjesztése az évtizedek során „eszperantó közösséggé” vált, amely főleg eszperantót használ. 
A közösség több tagja már nem vesz részt az eszperantó terjesztésében – közvetlenül, csak különféle módokon használja a nyelvet. Következésképpen manapság több eszperantó beszélő különbséget tesz a „mozgalom” (így az eszperantó szervezetek, amelyek az eszperantó terjesztésére törekednek) és a „közösség” (az eszperantó beszélők, a találkozók, a kiadók, a zenei kultúra, az útlevélszolgálat, a Wikipédia stb.) között. A „közösség” fogalmának bevezetése kapcsán az „eszperantista” fogalmáról is sokan áttértek az „eszperantó-beszélőre”. A mozgalomból közösséggé való tényleges változás a találkozók jellegében is megmutatkozik: Néhány évtizeddel ezelőtt főleg olyan „eszperantó kongresszusokról, találkozókról” volt szó, amelyeken a nyelv elterjedésével foglalkoztak főként. Manapság egyre több az olyan „eszperantó találkozó”, amelyeken a nyelv elterjesztése már alig játszik szerepet; a nyelv alkalmazásáról van szó előadásokon, tanfolyamokon, sétákon, színdarabokon, koncerteken, kirándulásokon stb.

### Mozgalmi és közösségi szempontok egy és ugyanazon tevékenységben
Több eszperantó tevékenységben keverednek a mozgalmi és közösségi szempontok: Egy találkozón pl. az eszperantó tanfolyamok, sajtómunka és gyakran néhány előadás is (de azok inkább a mozgalomhoz tartoznak), a Wikipédia bővítése is közös feladat,  míg a többi tevékenység általában nem.

## Mozgalmi egyesületek
Az eszperantó mozgalomban olyan világméretű (egyetemes) egyesületek működnek, mint az UEA, a TEJO, a SAT, az ILEI és a transznacionális Esperanta Civito, amelyeket a raumizmus ihletett, és célja, hogy a nemzetközi jog alanya legyen.

## Mozgalmi intézmények
Az eszperantó mozgalommal kapcsolatos különböző interlingvisztikai intézmények léteznek, mint például a Centro de Esploro kaj Dokumentado pri Mondaj Lingvaj Problemoj (CED) – Világnyelvi Problémák Kutatási és Dokumentációs Központja.

## Eszperantó Enciklopédia és Eszperantó Wikipédia
Az Eszperantó Enciklopédia (EdE) az eszperantó mozgalomról szóló enciklopédia. Ivan Gennagyjevics Sirjajev kezdeményezte 1930-ban, aki maga kétezer feljegyzést készített. 2001 óta az eszperantó Wikipédia tartalmazza az EdE enciklopédia bejegyzéseit is, ahol könnyen és gyorsan tájékozódhatunk az eszperantó (nyelvi) közösséggel kapcsolatos történésekről.

## Fordítás
- Ez a szócikk részben vagy egészben  az   Esperanto-movado című eszperantó Wikipédia-szócikk ezen változatának fordításán alapul.  Az eredeti cikk szerkesztőit annak laptörténete sorolja fel. Ez a jelzés csupán a megfogalmazás eredetét és a szerzői jogokat jelzi, nem szolgál a cikkben szereplő információk forrásmegjelöléseként.